# Microregione di Sete Lagoas
Sete Lagoas è una microregione del Minas Gerais in Brasile, appartenente alla mesoregione di Metropolitana di Belo Horizonte.

## Comuni
È suddivisa in 20 comuni:
- Araçaí
- Baldim
- Cachoeira da Prata
- Caetanópolis
- Capim Branco
- Cordisburgo
- Fortuna de Minas
- Funilândia
- Inhaúma
- Jaboticatubas
- Jequitibá
- Maravilhas
- Matozinhos
- Papagaios
- Paraopeba
- Pequi
- Prudente de Morais
- Santana de Pirapama
- Santana do Riacho
- Sete Lagoas